# Casira
Casira es una localidad argentina ubicada en el departamento Santa Catalina de la provincia de Jujuy. Se encuentra prácticamente en la frontera con Bolivia, sobre la Ruta Provincial 76, a unos 45 km al oeste de La Quiaca.
Casira cuenta con 176 habitantes (Indec, 2010), lo que representa un incremento del 61.46 % frente a los 109 habitantes (Indec, 2001) del censo anterior.
La característica distintiva de esta comunidad es que se dedica casi íntegramente a la alfarería, utilizando técnicas ancestrales para elaborar productos que son vendidos en el lugar o en ferias, por lo cual desde 2010 han obtenido la cetegorización de marca de origen. Casira es considerada como la "capital Provincial de la Alfarería".
Cuenta con un templo católico, una escuela y una hostería.
En 1942, la aldea fue dividida en dos partes, una argentina y una boliviana.